# Butch Vig

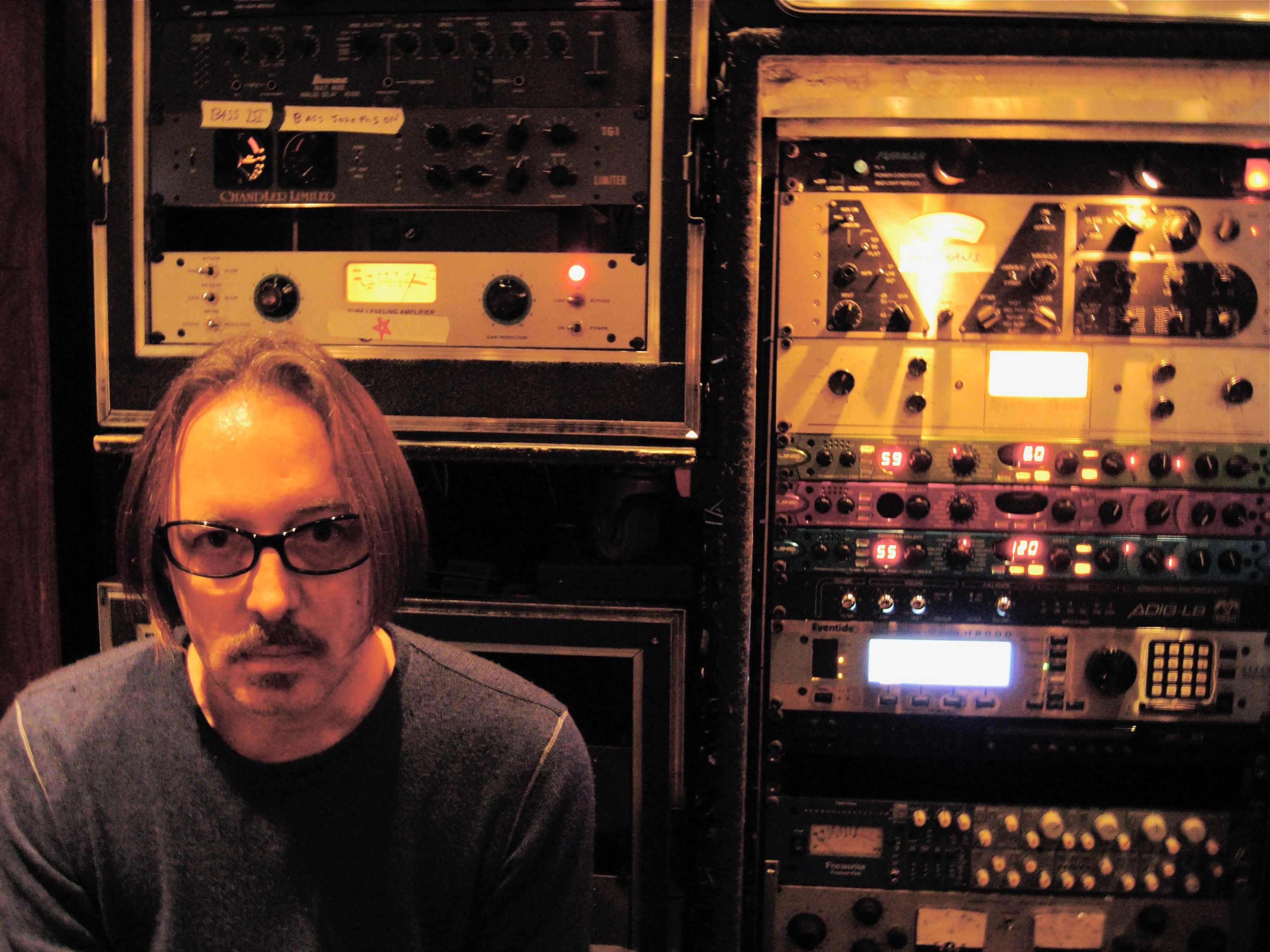
Butch Vig 2006 bei Aufnahmen in den Smart Studios in Madison, Wisconsin

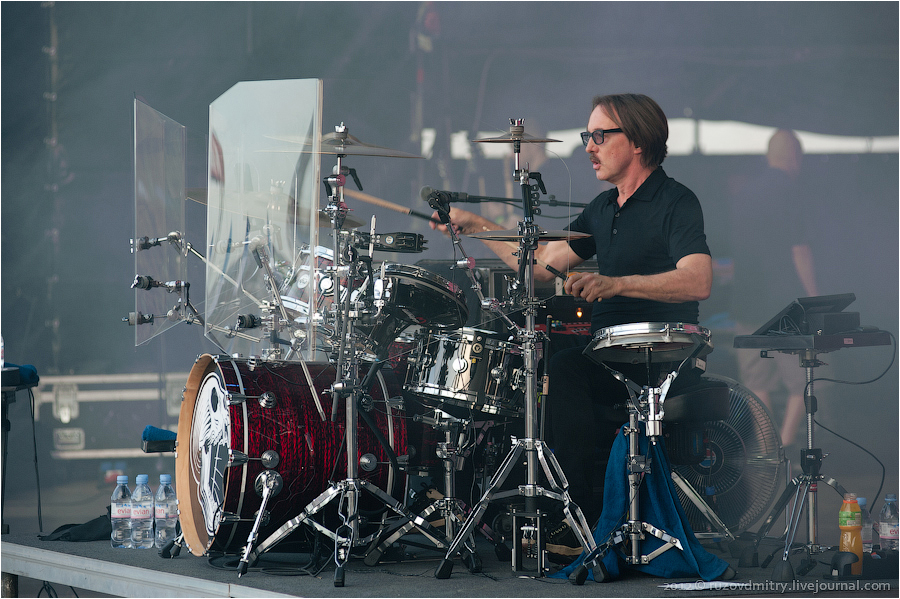
Butch Vig, 2012

Butch Vig (eigentlich Bryan David Vigorson; * 2. August 1957 in Viroqua, Wisconsin) ist ein US-amerikanischer Schlagzeuger, Musikproduzent und Mitglied der Rockband Garbage. Vig produzierte unter anderem Bands wie Nirvana und The Smashing Pumpkins.

## Leben
Butch Vig ist der Sohn einer Lehrerin und eines Arztes. Sehr früh widmete er sich der Musik, nahm Klavierunterricht und wurde vor allem von Bands wie The Who beeinflusst. Nachdem er in einigen Collegebands gespielt hatte, brach er sein Studium an der University of Wisconsin–Madison ab, um sich voll und ganz auf die Musik zu konzentrieren. Butchs erste, etwas namhaftere Band trug den Namen „Eclipse“. Wenig später gründete er mit Steve Marker, Phil Davis und Tom Vorda eine weitere Band namens „First Person“.
Im Jahre 1978 kam es zur Gründung von Spooner. Zwei Alben (Every Corner Dance Mountain Railroad, Wildest Dreams) sowie zwei Singles erschienen bis ins Jahr 1986. Duke Erikson war der Frontman dieser kommerziell wenig erfolgreichen Band, die sich dann schließlich auch 1986 auflöste.
Außerdem produzierte er neben den Garbage-Aufnahmen auch den 1991 erschienenen Longplayer Nevermind von Nirvana, die ersten beiden Alben der Smashing Pumpkins und weitere Veröffentlichungen von Sonic Youth, Helmet und Soul Asylum sowie das am 15. Mai 2009 erschienene Album 21st Century Breakdown von Green Day und das 2011 erschienene Album Wasting Light von den Foo Fighters. Für letztere produzierte er später auch das 2014 erschienene Sonic Highways.

## Produktionen
Butch Vig produzierte Alben für folgende Künstler:
- Nirvana
- Foo Fighters
- The Smashing Pumpkins
- Garbage
- Against Me!
- AFI
- Sonic Youth
- Killdozer
- Soul Asylum
- L7
- Chainsaw Kittens
- Crash Vegas
- Urge Overkill
- Die Kreuzen
- Helmet
- Tad
- Freedy Johnston
- Green Day
- Gumball
- Laughing Hyenas
- Jessy Moss
- Jimmy Eat World
- The Other Kids
- The Fluid
- The Subways
- The Young Fresh Fellows
- This Was the Service
- Overwhelming Colorfast
- Fun With Atoms